# Myeloencéphalopathie équine dégénérative
La myeloencéphalopathie équine dégénérative est une maladie génétique du cheval. D'origine neurologique, elle touche les jeunes animaux.
Elle fait l'objet d'études au moins depuis 1977. Elle se traduit par une ataxie et est évolutive. Des compléments de vitamine E ont été testés chez deux animaux.
Elle touche notamment la race Lusitanien.